# Martha Ray

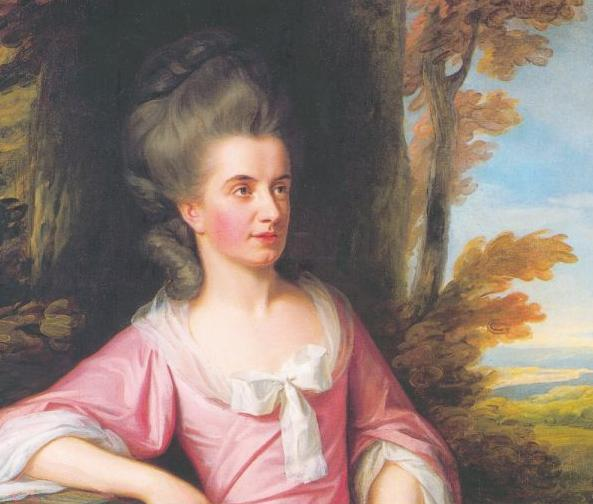
Martha Ray, von Nathaniel Dance 1777

Martha Ray (* 1742 in Covent Garden, London; † 7. April 1779 ebenda) war eine englische Sängerin (Sopran). Sie war die Maitresse des Earl of Sandwich und ihre Ermordung durch einen eifersüchtigen Verehrer erregte 1779 großes Aufsehen.

## Leben
Martha Ray war die Tochter eines Korsettmachers. Ihre Mutter war Bedienstete in einem adligen Haushalt. Sie galt als gut aussehend.  Ab 17 Jahren – damals war sie Lehrling bei einer Mantelmacherin – war sie die Maitresse des Earl of Sandwich und hatte mit ihm fünf Kinder. Eines ihrer Kinder war Basil Montague (1770–1851), der als Jurist eine wesentliche Rolle bei der Reform des englischen Insolvenzrechts spielte. Obwohl der Earl of Sandwich verheiratet war (seine Ehefrau galt als geistig umnachtet und lebte in einer Wohnung in Windsor Castle) lebten Ray und der Earl wie Mann und Frau im Haus des Earl in Hinchingbrooke zusammen. Daneben verfolgte sie erfolgreich eine Karriere als Sängerin.
Um 1778 lernte sie den Offizier James Hackman (1752–1779) kennen, den der Earl of Sandwich ihr vorgestellt hatte. Er galt als fähiger, empfindsamer junger Mann aus angesehener Familie. Möglicherweise hatten sie auch eine Affäre, was aber nicht sicher ist. Hackman, der sich in sie verliebt hatte, verließ 1779 die Armee, um Geistlicher zu werden (er wurde im Februar zum Priester der anglikanischen Kirche geweiht und wurde Rektor von Wiveton) und plante Ray zu heiraten. Diese lehnte sein Gesuch aber ab, was dessen Eifersucht antrieb. Er vermutete, dass sie einen neuen Liebhaber hatte. Am 7. April 1779 begab sich Ray mit ihrer Freundin Caterina Galli in eine Benefiz-Opernaufführung im Royal Theatre in Covent Garden (es wurde die komische Oper Love in a Village von Isaac Bickerstaffe aufgeführt). In ihrer Loge, die nahe der königlichen Loge war, empfing sie auch während der Vorstellung männliche Bewunderer wie William Hanger (3. Baron Coleraine, 1744–1814), ein Parlamentsmitglied, den Hackman als ihren Liebhaber verdächtigte (ob er es wirklich war, blieb offen). Hackman war ihr heimlich in die Oper gefolgt. Während der fünfstündigen Aufführung betrat er mehrmals die Oper und betrank sich dazwischen in einem nahen Coffeehouse. Als Ray mit ihrer Freundin viertel nach 11 Uhr nachts unter den bewundernden Blicken ihrer zahlreichen Verehrer die Oper verließ, erschoss sie Hackman beim Einsteigen in eine Kutsche mit einem aufgesetzten frontalen Kopfschuss. Danach versuchte er sich selbst zu erschießen, verwundete sich aber nur und versuchte sich dann mit seinen Pistolen zu erschlagen. Er wurde unmittelbar verhaftet, wobei man zwei Briefe bei ihm fand, der eine mit der Zurückweisung durch Ray, der andere war ein Abschiedsbrief mit einem Geständnis. Hackman wurde am 16. April in Old Bailey angeklagt, zum Tode verurteilt und am 19. April vor einer großen Menschenmenge in Tyburn gehängt.
Der Mord erregte großes Aufsehen und traf den Earl of Sandwich schwer. Der Journalist Herbert Croft machte das Thema seines populären Romans Love and Madness (1780), der zunächst anonym erschien und ein Bestseller war, der bis ins 19. Jahrhundert nachgedruckt wurde, zuletzt in der literarischen Überarbeitung von Gilbert Burgess (The Love Letters of Mr. H and Miss R 1775–1779, 1895). Das Publikum dachte damals anfangs, dass die dort wiedergegebenen Briefe der Beteiligten echt wären. Hackman wird darin in einem romantischen Licht dargestellt und in der medizinischen Literatur galt der Fall danach häufig als Beispiel von Liebeswahn (Erotomania). Ein Thema des Romans waren aber auch Literaturfälschungen, die damals die Öffentlichkeit beschäftigten. Das Viktorianische Zeitalter sah in der Affäre ein Beispiel für die Ausschweifungen der Georgianischen Zeit des 18. Jahrhunderts.
Sie wurde in Elstree, Hertfordshire, beerdigt.